# Diócesis de Rio do Sul
La diócesis de Rio do Sul (en latín: Dioecesis Rivi Australis y en portugués: Diocese de Rio do Sul) es una circunscripción eclesiástica de la Iglesia católica en Brasil. Se trata de una diócesis latina, sufragánea de la arquidiócesis de Joinville. Desde el 7 de junio de 2024 su obispo es Adalberto Donadelli Júnior.

## Territorio y organización
La diócesis tiene 8909 km² y extiende su jurisdicción sobre los fieles católicos de rito latino residentes en 32 municipios del estado de Santa Catarina: Agrolândia, Agronômica, Alfredo Wagner, Apiúna, Ascurra, Atalanta, Aurora, Braço do Trombudo, Chapadão do Lageado, Dona Emma, Ibirama, Imbuia, Ituporanga, José Boiteux, Laurentino, Lontras, Mirim Doce, Petrolândia, Pouso Redondo, Presidente Getúlio, Presidente Nereu, Rio do Campo, Rio do Oeste, Rio do Sul, Rodeio, Salete, Santa Terezinha, Taió, Trombudo Central, Vidal Ramos, Vitor Meireles y Witmarsum.
La sede de la diócesis se encuentra en la ciudad de Rio do Sul, en donde se halla la Catedral de San Juan Bautista.
En 2022 en la diócesis existían 31 parroquias agrupadas en 6 regiones pastorales: Rio do Sul, Agronômica, Taió, Rodeio, Presidente Getúlio y Ituporanga.

## Historia
La diócesis fue erigida el 23 de noviembre de 1968 mediante la bula Quam maxime del papa Pablo VI, obteniendo el territorio de la arquidiócesis de Florianópolis y de la diócesis de Joinville.
El 19 de abril de 2000 cedió una parte de su territorio para la erección de la diócesis de Blumenau mediante la bula Venerabiles Fratres del papa Juan Pablo II.
Originalmente sufragánea de la arquidiócesis de Florianópolis, el 5 de noviembre de 2024 pasó a formar parte de la provincia eclesiástica de Joinville.

## Estadísticas
Según el Anuario Pontificio 2023 la diócesis tenía a fines de 2022 un total de 270 000 fieles bautizados.
| Año                                                                             | Población            | Población | Población      | Sacerdotes | Sacerdotes    | Sacerdotes    | Bautizados por sacerdote | Diáconos permanentes | Religiosos | Religiosos | Parroquias |
| Año                                                                             | Bautizados católicos | Total     | % de católicos | Total      | Clero secular | Clero regular | Bautizados por sacerdote | Diáconos permanentes | Varones    | Mujeres    | Parroquias |
| ------------------------------------------------------------------------------- | -------------------- | --------- | -------------- | ---------- | ------------- | ------------- | ------------------------ | -------------------- | ---------- | ---------- | ---------- |
| 1970                                                                            | 221 146              | 267 015   | 82.8           | 59         | 12            | 47            | 3748                     |                      | 57         | 347        | 25         |
| 1976                                                                            | 265 700              | 370 000   | 71.8           | 64         | 15            | 49            | 4151                     |                      | 64         | 302        | 26         |
| 1980                                                                            | 248 632              | 296 238   | 83.9           | 63         | 14            | 49            | 3946                     |                      | 63         | 260        | 32         |
| 1990                                                                            | 214 000              | 279 000   | 76.7           | 55         | 15            | 40            | 3890                     |                      | 51         | 198        | 32         |
| 1999                                                                            | 252 000              | 295 000   | 85.4           | 51         | 20            | 31            | 4941                     |                      | 39         | 186        | 32         |
| 2000                                                                            | 203 000              | 242 000   | 83.9           | 51         | 18            | 33            | 3980                     |                      | 42         | 181        | 30         |
| 2001                                                                            | 232 000              | 276 966   | 83.8           | 62         | 24            | 38            | 3741                     |                      | 88         | 164        | 30         |
| 2002                                                                            | 232 000              | 276 966   | 83.8           | 54         | 20            | 34            | 4296                     |                      | 80         | 164        | 30         |
| 2003                                                                            | 234 570              | 281 552   | 83.3           | 57         | 23            | 34            | 4115                     |                      | 60         | 165        | 30         |
| 2004                                                                            | 225 408              | 277 541   | 81.2           | 56         | 22            | 34            | 4025                     |                      | 57         | 165        | 30         |
| 2010                                                                            | 253 000              | 308 000   | 82.1           | 62         | 23            | 39            | 4080                     |                      | 52         | 150        | 31         |
| 2014                                                                            | 265 000              | 324 000   | 81.8           | 64         | 24            | 40            | 4140                     |                      | 60         | 136        | 31         |
| 2017                                                                            | 243 742              | 328 173   | 74.3           | 58         | 26            | 32            | 4202                     | 1                    | 55         | 139        | 31         |
| 2020                                                                            | 265 600              | 337 094   | 78.8           | 58         | 23            | 35            | 4579                     | 5                    | 63         | 95         | 31         |
| 2022                                                                            | 270 000              | 342 000   | 78.9           | 55         | 25            | 30            | 4909                     | 6                    | 60         | 90         | 31         |
| Fuente: Catholic-Hierarchy, que a su vez toma los datos del Anuario Pontificio. |                      |           |                |            |               |               |                          |                      |            |            |            |

## Episcopologio
- Tito Buss † (12 de marzo de 1969-30 de agosto de 2000 retirado)
- José Jovêncio Balestieri, S.D.B. (30 de agosto de 2000 por sucesión-19 de marzo de 2008 renunció)
- Augustinho Petry (19 de marzo de 2008-17 de diciembre de 2014 retirado)
- Onécimo Alberton (17 de diciembre de 2014-1 de noviembre de 2023 nombrado obispo auxiliar de Florianópolis[nota 1])
- Adalberto Donadelli Júnior, desde el 7 de junio de 2024